# انتصار كليوباترا

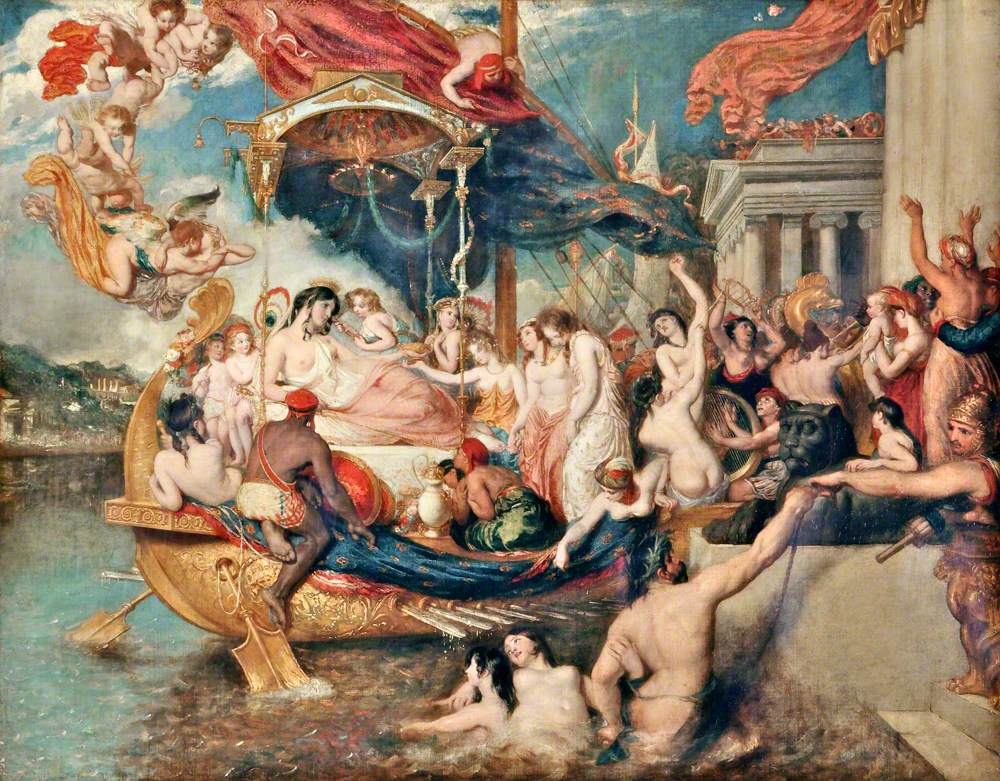
انتصار كليوباترا، 1821، 106.5 في 132.5 سم.

انتصار كليوپاترا ، تُعرف أيضاً باسم وصول كليوباترا لقيليقية،، هي لوحة زيتية للفنان الإنغليزي وليام إيتي. عُرضت لأول مرة عام 1821، وهي موجودة حالياً في معرض ليدي ليفر الفني في بورت صن لايت. في عقد 1810 أصبح إيتي شخصية مرموقة بين زملائه وتلاميذه في الأكاديمية الملكية للفنون، ويرجع ذلك بشكل خاص لاستخدامه الألوان ، وقدرته على رسم اللوحات بصبغة واقعية. على الرغم من عرضها في كل معرض صيفي منذ عام 1811 إلا أن إيتي لم يجن منها سوى استفادة مادية أو نقدية محدودة. عام 1820 عرض لوحة الباحثة عن المرجان، والتي كانت تصور شخصيات عارية على متن قارب مذهب. جذبت هذه اللوحة اهتمام السير فرانسيس فريلنغ، الذي كلف إيتي برسم لوحة مماثلة على نطاق أكثر طموحاً.
تصور لوحة انتصار كليوپاترا مشهد من حياة أنطونيو لفلوطرخس وأنطونيو وكليوباترا لشكسبير، حيث كانت كليوباترا مسافرة إلى طرسوس، في قيليقية على متن سفينة بارعة الزخارف لدعم تحالفها مع الجنرال الروماني مارك أنطوني. اللوحة ذات تركيبة ضيقة ومزدحمة بشكل مقصود، وهي تُظهر مجموعة كبيرة من الأشخاص، متعرين من ملابسن بدرجات مختلفة، يتجمعون على الضفة لمشاهدة وصول السفينة. على الرغم من أن هذه اللوحة لم تحظى بإعجاب عالمي في الصحافة، إلا أنها حققت نجاحاً فورياً، حيث أصبح إيتي مشهوراً بين عشية وضحاها. لهذا، كرس إيتي معظم العقد التالي لرسم المزيد من اللوحات التاريخية التي تحتوي على شخصيات عارية، ليصبح شهيراً بالمزج بين العري والرسائل الأخلاقية.